# Kerk van Nuis
De kerk van Nuis is een middeleeuwse bakstenen zaalkerk in het dorp Nuis in de gemeente Westerkwartier in de provincie Groningen. De kerk is een rijksmonument en is eigendom van de Stichting Oude Groninger Kerken.

## Beschrijving
De kerk uit het begin van de dertiende eeuw is een zeldzaam voorbeeld van de romanogotiek in deze streek. Het gebouw bevindt zich op een hoog punt van de Vredewolder zandrug in de noordelijkste van de twee ontwikkelingskernen van het dorp Nuis. Tot in de negentiende eeuw werd de kerk omgeven door een gracht en hoge eiken. Omwille van uitbreiding van het kerkhof is deze gracht gedempt en zijn de bomen gekapt. Ten noorden van de kerk werden de armen begraven en ten zuiden ervan de eigenaren van de boerderijen van het dorp.

### Exterieur
De kerk is verdeeld in drie traveeën. Dit valt duidelijk te zien door de lisenen aan de in de noord- en zuidmuur. De bovenzone van de traveeën wordt gekenmerkt door dichte vensters met siermetselwerk. In de achttiende eeuw zijn hierin een aantal rondboogvensters aangebracht. De oostgevel dateert nog geheel uit de dertiende eeuw en hier valt goed de romanogotische stijl van de kerk te onderscheiden. De muur wordt gesierd door tien spaarvelden met boogfriezen. De onderste zone heeft evenals de bovenste zone vijf spaarvelden; de buitenste zijn gevuld met vlechtwerk in staand keperverband en hebben gekoppelde rondbogen waarvan de gezamenlijke middenstijl in een kraagsteen eindigt. De drie overige spaarvelden bevatten gedichte vensters.  De top van deze muur wordt bekroond met klimmende spaarvelden. Dit komt vaak voor in de romanogotiek in Groningen, zoals bij de Kerk van Garmerwolde. De oorspronkelijke noord- en zuidingang zijn dichtgemetseld. In 1873 werd het dakruitertje met zadeldak vervangen door het huidige exemplaar met ingesnoerde naaldspits. Hierin werd een luidklok uit 1777 gehangen, gesmeed door J. Borchard te Enkhuizen. Het gewicht van deze nieuwe dakruiter wordt gedragen door gietijzeren pilaren met Korinthische kapitelen. In 1890 werd tegen de tochtende westmuur een dikke steens muur gezet. Het toenmalige bepleisterde voorportaal in 1906 vervangen door het huidige portaal van waalsteen naar het ontwerp van Marumer architect T. Glastra. Dit portaal wordt evenals de westgevel gesierd door smeedijzeren ornamenten.

### Interieur
Het interieur heeft een gedrukt tongewelf uit 1906. Gezien de dikte van de muren lijkt een vroegere overwelving in steen niet onmogelijk. In 1857 werden de binnenmuren verwijderd en werd een verankering met trekbalken noodzakelijk. De preekstoel zit tegen de oostmuur en komt uit de late 18e eeuw. Op de kuippanelen zijn de symbolen van de jaargetijden afgebeeld. Onder de preekstoel zien we een primitief gesneden adelaar, het symbool voor Johannes de Evangelist, de adelaar van Patmos. Aan weerszijden van de preekstoel zijn nog de uitsparingen te zien van twee rondboogvensters. Rechts van de preekstoel en een van de vensters zit een gotische piscina (kerk) die ontdekt werd bij restauraties in het midden van de jaren tachtig ontdekt. Bijzonder fraai is de sluitmuur van het koor die een duidelijk romanogotisch patroon heeft. Het koor bevindt zich op een kleine verhoging. Er liggen grafzerken van de families Fossema, Auwema en Van Tijens, eigenaren van de Coendersborg, waaronder een zerk met maniëristische omlijsting voor Himme Wincken-Auwema (overleden in 1623).  Hier staan ook twee herenbanken uit de achttiende eeuw en een avondmaalstafel uit 1809, uitgevoerd in Lodewijk XVI-stijl.

#### Orgel

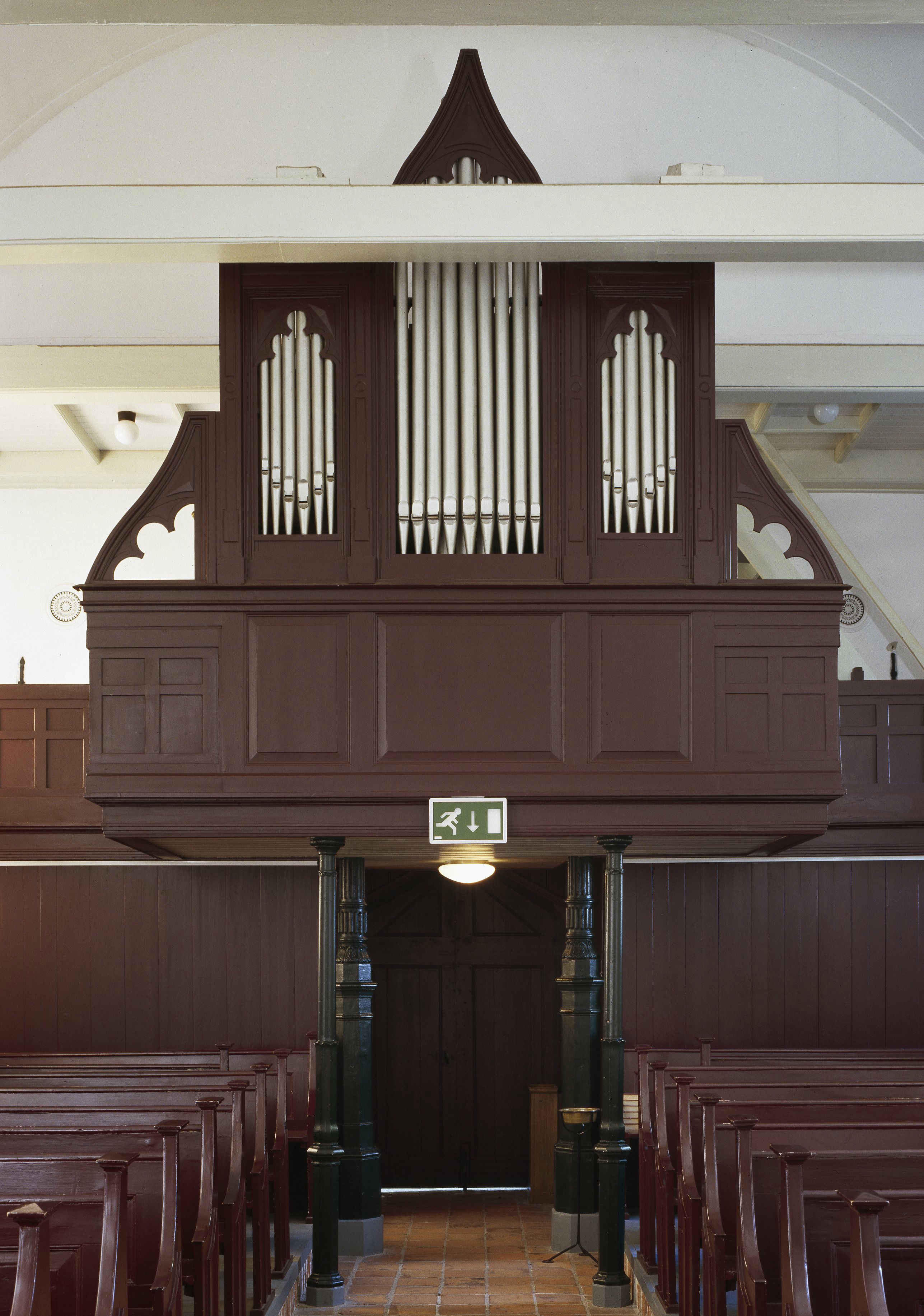
Het in 1953 geplaatste orgel (2008)

Van oudsher had deze kerk geen pijporgel en werden de kerkdiensten begeleid op een harmonium dat op het oksaal stond opgesteld. In 1953 kwam hierin verandering toen de orgelbouwer J. van der Bliek een kerkorgel plaatste dat hij had samengesteld uit deels zeventiende-eeuws pijpwerk van een orgel in Huizum bij Leeuwarden en een neogotische orgelkas van een andere Friese kerk. Voor dit kwalitatief hoogstaande orgel, waarvan de onderdelen uit ongeveer 1900 dateren, werd het oksaal vergroot en aangepast.

#### Rouwborden

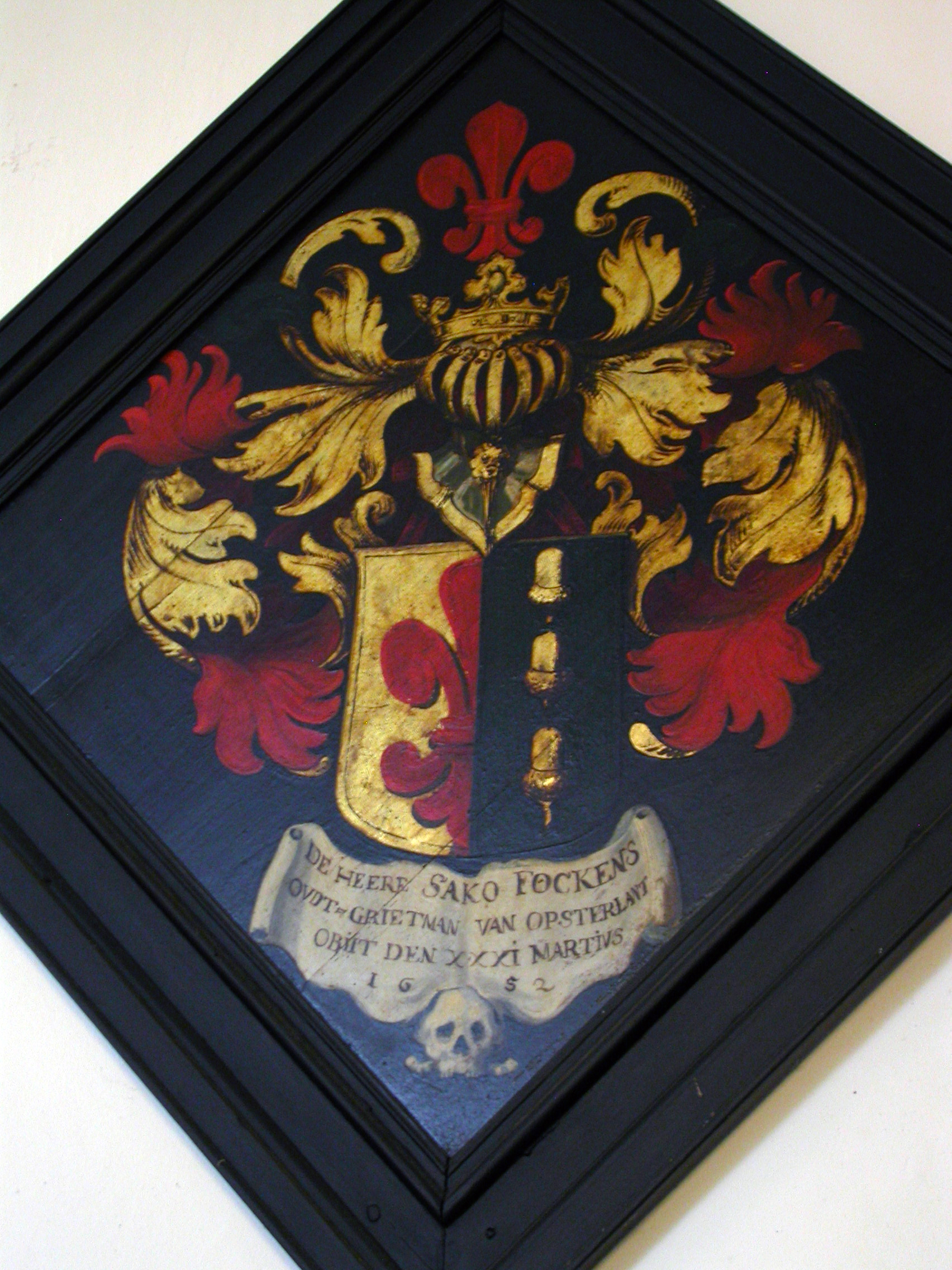
Het rouwbord van Saco Fockens (ca. 1599-1652) in de kerk van Nuis, Groningen, met daarop zijn wapen en het bijschrift "De Heere Sako Fockens - Oudt-Grietman van Opsterlant - Obiit den XXXI Martius 1652". Oorspronkelijk hing dit rouwbord in de kerk van Beetsterzwaag. (2016)

In de kerk van Nuis hangen twaalf rouwborden van de vooraanstaande families Fockens en Van Teyens. Deze families komen van oorsprong uit Zuidoost-Friesland enwaren erg verwant door onderlinge huwelijken. Ze hadden zich van boerenfamilies opwerkt tot regentenfamilies met het monopolie op vele belangrijke posities in Beetsterzwaag. Ook speelden ze een rol in de landelijke politiek. In de hervormde kerk van Beetsterzwaag hingen dan ook vele rouwborden van leden van deze families tot het Franse gezag in 1795 elke vorm van adellijk uitstraling uit de maatschappij willen verwijderen. Aanvankelijk worden de rouwborden door Oene en Hijma van Teyens, achterkleinkinderen van de op de oudste rouwborden vermelde personen, overgebracht naar de Coendersborg. In 1956 moet er echter weer een nieuw onderkomen gezocht worden, omdat beide families uitgestorven zijn en de Coendersborg verkocht wordt. In eerste instantie wilde men ze terugbrengen naar Beetsterzwaag, maar daar voelde men er niks voor. De toenmalige kerk was reeds gesloopt in 1803 en in de huidige Dorpskerk hebben de rouwborden nooit gehangen. Men besloot toen om ze onder te brengen in de kerk van Nuis, aangezien zich daar ook graven bevinden van Van Teyens. Hier hangen de rouwborden nu tot de dag van vandaag. Twee andere borden zijn terechtgekomen in de Regentenkamer van de Van Teyens Fundatie.
De borden zijn respectievelijk van:
- Antje van Andringa (overleden 6-6-1685), dochter van de rekenmeester van Friesland en zijn vrouw, Tinco van Andringa en Sytske Bennedr S(i)joerda. Zij was getrouwd met Saco van Teyens. Samen kregen ze twaalf kinderen, onder wie Benedictus van Teyens. Saco was de compagnon van Saco Fockens en samen richtten zij de Opsterlandse Veencompagnie De Bakkevenen (Bakkeveen) op.
- Benedictus van Teyens (overleden 10-11-1678), zoon van Saco van Teyens en Antje Andringa. Hij was getrouwd met Lucia Fockens hij was de vader van Saco van Teyens (de oude).
- Saco Fockens (overleden 31-3-1652), zoon van Martinus Fockens. Hij was getrouwd met Lucia van Siccama. Hij is de vader van Hepcko, Lucia, Maria, Martinus, Romelia, Saco en Wischien.
- Lucia van Siccama (overleden 24-11-1675), getrouwd met Saco Fockens. Zij is de moeder van Hepcko, Lucia, Maria, Martinus, Romelia, Saco en Wischien.
- Hepcko (van) Fockens (overleden 11-8-1666), zoon van Saco Fockens en Lucia Siccama.
- Lucia Fockens (overleden 2-1-1635), dochter van Saco Fockens, grietman van Opsterland, en Lucia Siccama. Zij was getrouwd met Benedictus van Teyens en ze was de moeder van Saco van Teyens (de oude).
- Maria Fockens (overleden 15-3-1672), dochter van Saco Fockens en Lucia van Siccama.
- Martinus Fockens (overleden 14-3-1692), zoon van Saco Fockens en Lucia van Siccama.
- Romelia Fockens (overleden 17-4-1674), dochter van Saco Fockens en Lucia van Siccama. Zij  trouwt met Oene van Teyens, een broer van Benedictus. Als Romelia sterft op het kraambed hertrouwt Oene met Hijma Auwema. Dit huwelijk leidt ertoe dat de Coendersborg in handen komt van de Van Teyens. Oene en Hijma redden ook de rouwborden uit de kerk van Beetsterzwaag.
- Saco Fockens (overleden 13-12-1665), zoon van Saco Fockens en Lucia van Siccama.
- Wischien Fockens (overleden 3-12-1669), dochter van Sako Fockens en Lucia van Siccama.
- Saco van Teyens (de oude) (overleden 16-10-1735), zoon van Benedictus van Teyens en Lucia Fockens. Op het rouwbord is het wapen van zijn moeders familie Fockens te zien. Dit geeft aan dat hij de erfgenaam is van de familie Fockens en het familiebezit van de familie Fockens na het overlijden van de laatste Fockens in handen komt van de familie Van Teyens.

## Afbeeldingen

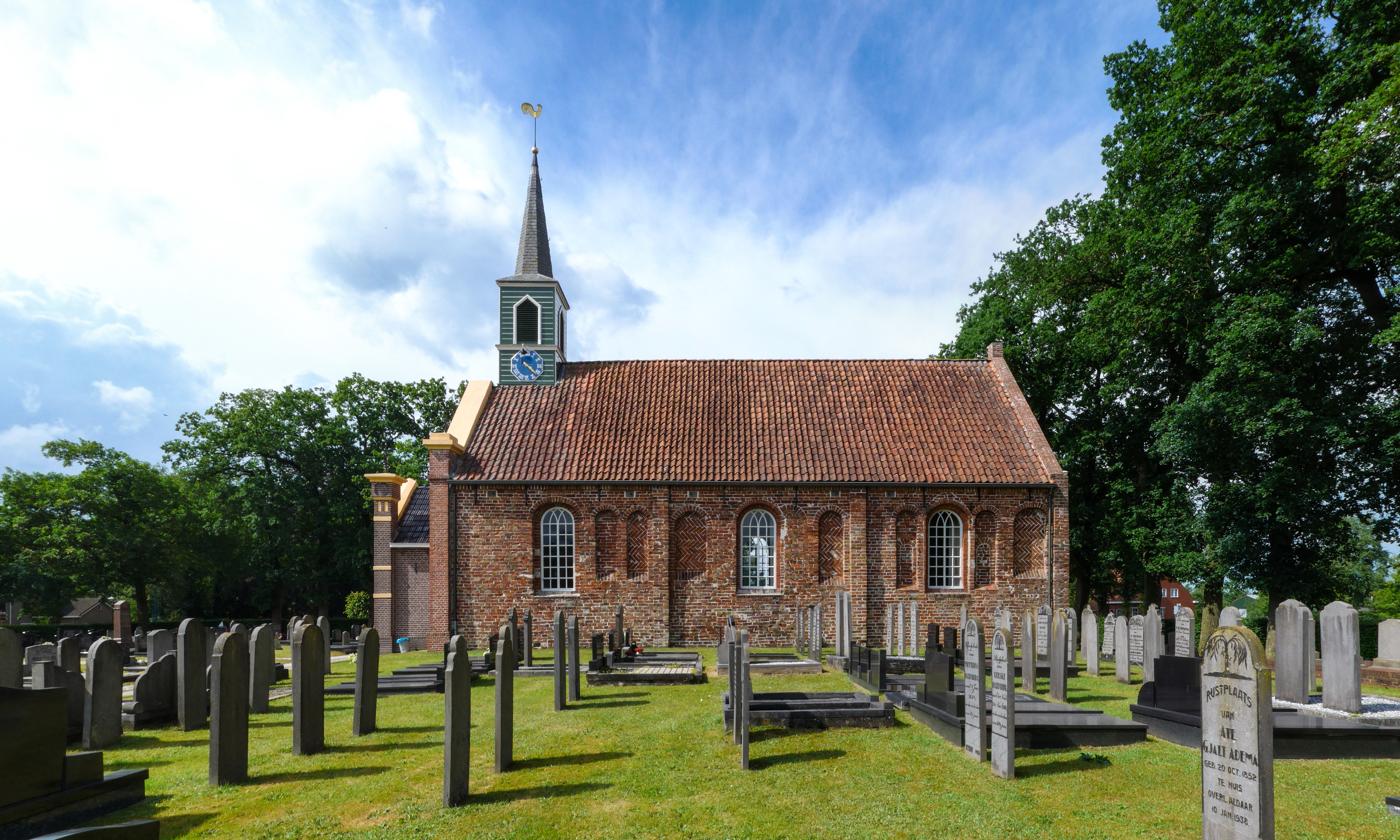
Zijaanzicht (2016)

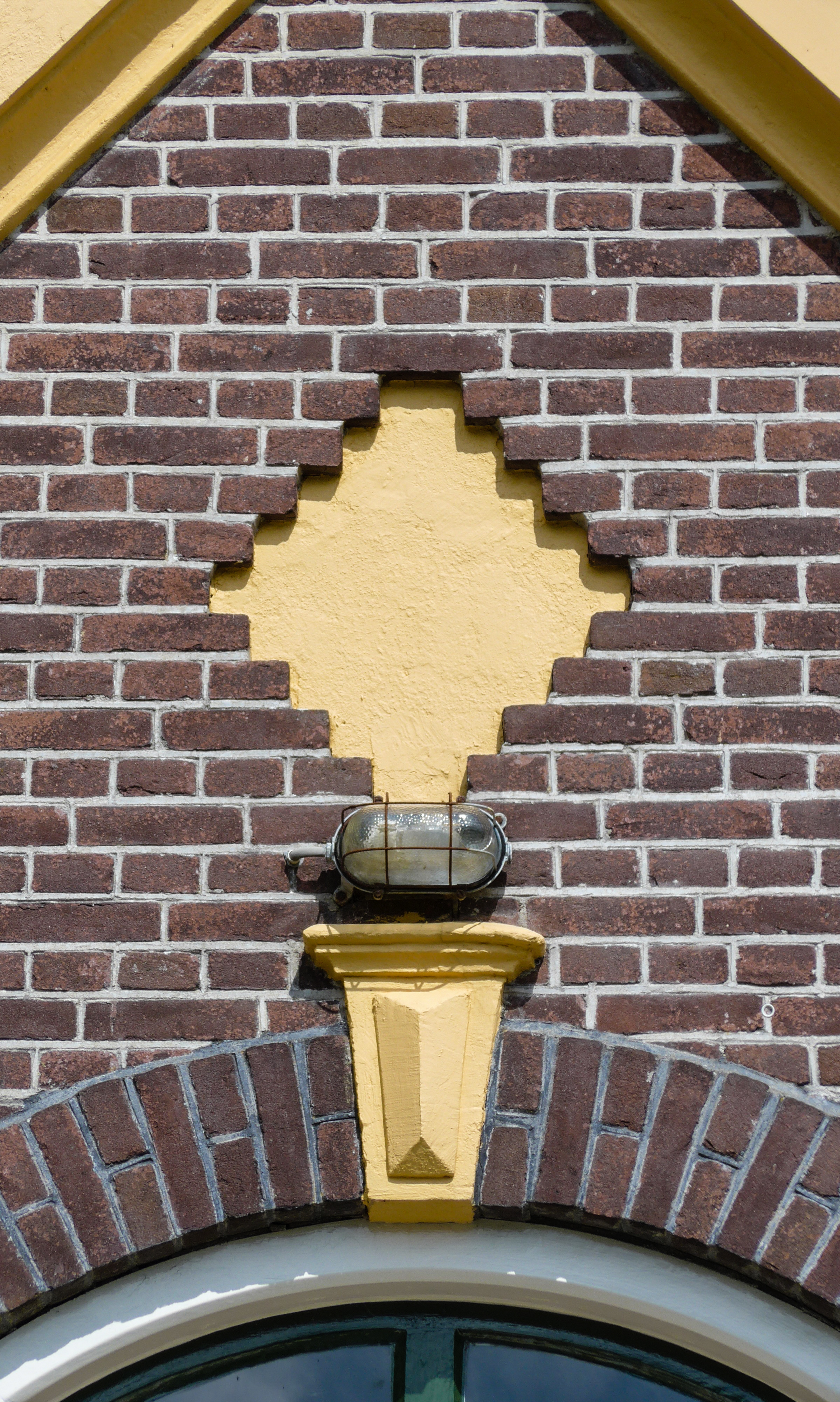
Metselwerk in de westgevel (2016)
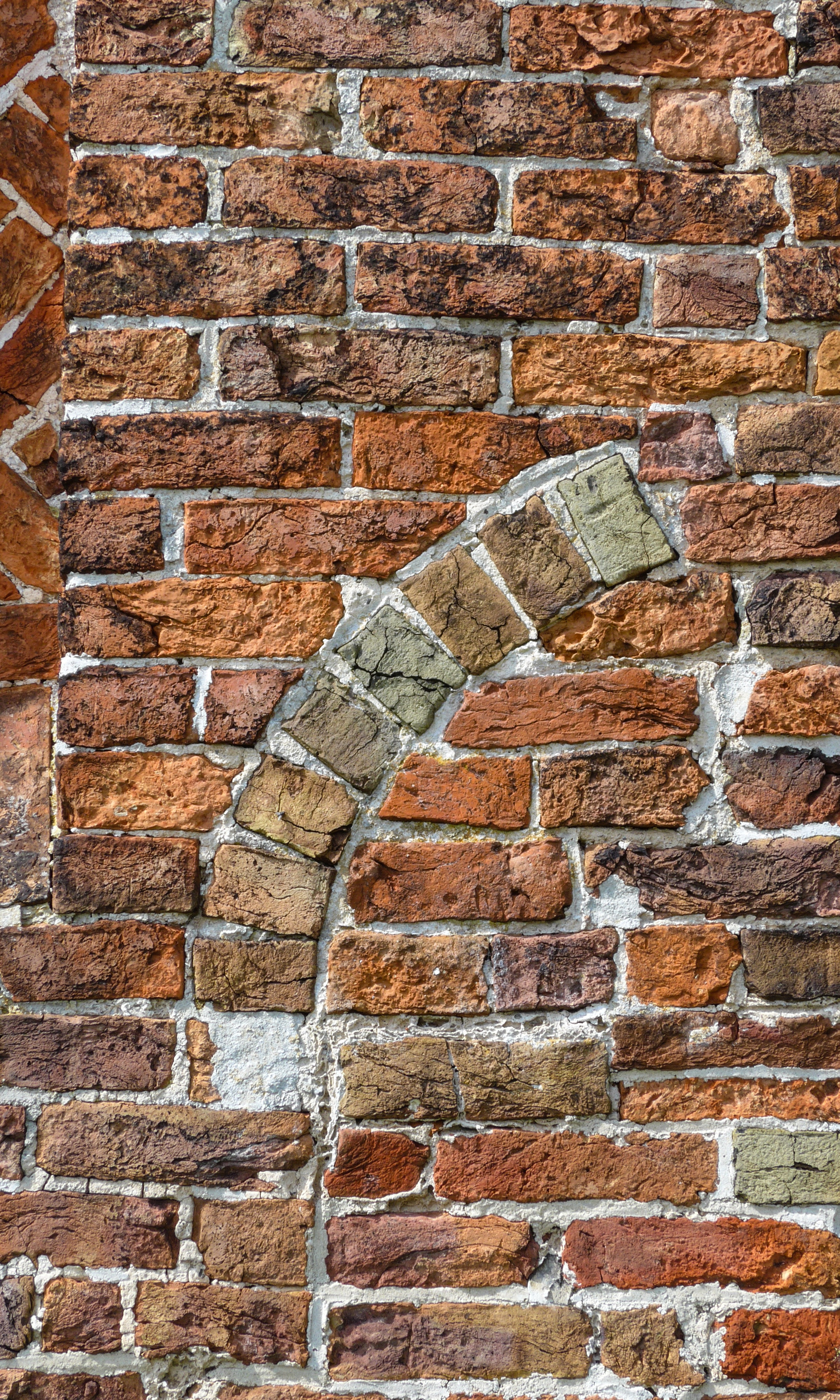
Metselwerk in de zuidgevel (2016)
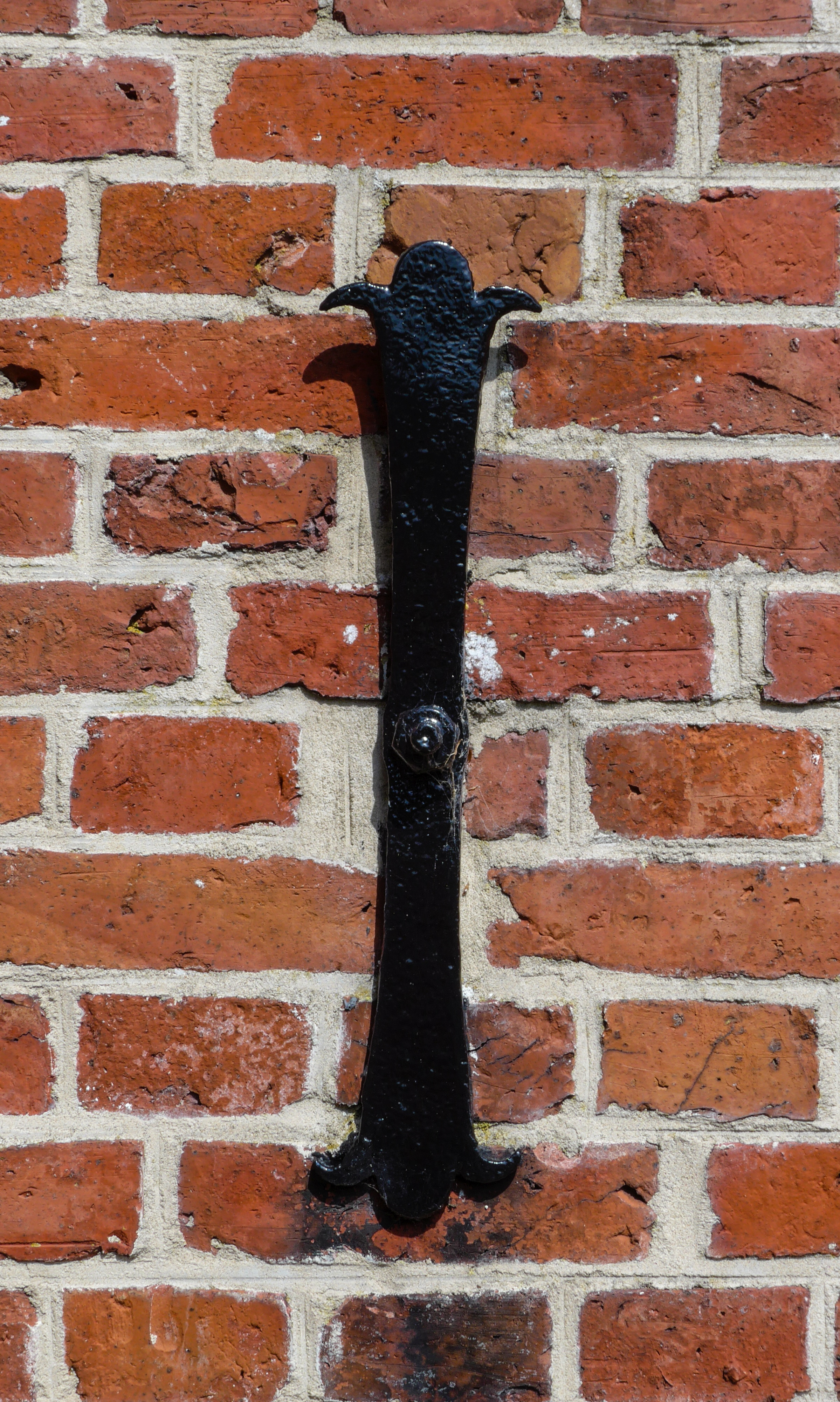
Muuranker in de westgevel (2016)